# تلورید گالیم (II)
تلورید گالیم(II) (به انگلیسی: Gallium(II) telluride) با فرمول شیمیایی GaTe یک ترکیب شیمیایی است. که جرم مولی آن ۱۹۷٫۳۲ g/mol می‌باشد. شکل ظاهری این ترکیب، قطعه‌های سیاه است.